# ヒッチハイク (1977年の映画)
『ヒッチハイク』（英語: Hitch-Hike, イタリア語: Autostop rosso sangue, 別題 英語: Death Drive）は、1977年製作・公開のイタリア映画である。

## 略歴・概要
1人のヒッチハイカーを乗せたばかりに起こる一組の夫婦の恐怖を描いたサスペンス・バイオレンス。フランコ・ネロとコリンヌ・クレリーが倦怠期の夫婦を演じている。
日本国内の映画館で上映されたレイプシーンのロングバージョン版は、2022年3月現在、未発売である（2001年リリースの国内クリエイティブアクザ版は本篇99分）。なお、2008年に北米Blue Undergroundレーベルから低価格で再リリースされた。

## キャスト
| 役名                   | 俳優                   | 日本語吹替                     |
| 役名                   | 俳優                   | 東京12ch版                     |
| ---------------------- | ---------------------- | ------------------------------ |
| ウォルター・マンチーニ | フランコ・ネロ         | 内海賢二                       |
| イブ・マンチーニ       | コリンヌ・クレリー     | 佐藤由美子                     |
| アダム                 | デヴィッド・ヘス       | 樋浦勉                         |
| オークス               | ジョシュア・シンクレア |                                |
| ホーク                 | カルロ・プリ           |                                |
| 不明 その他            |                        | 千葉順二 増岡弘 藤城裕士       |
|                        |                        |                                |
| 演出                   | 演出                   | 加藤敏                         |
| 翻訳                   | 翻訳                   | 島伸三                         |
| 効果                   |                        |                                |
| 調整                   |                        |                                |
| 制作                   | 制作                   | 東北新社                       |
| 解説                   | 解説                   | 深沢哲也                       |
| 初回放送               | 初回放送               | 1980年5月22日 『木曜洋画劇場』 |

## スタッフ
- 監督：パスクァーレ・フェスタ・カンパニーレ
- 製作：マリオ・モンタナーリ、ブルーノ・ターチェット
- 原作：ピーター・ケイン、アルド・クルード
- 脚本：オッタヴィオ・イェンマ、パスクァーレ・フェスタ・カンパニーレ、アルド・クルード
- 撮影：フランコ・ディ・ジャコモ、ジュゼッペ・ルッツォリーニ
- 音楽：エンニオ・モリコーネ